# Eduardo Cuevas de la Peña
Eduardo Cuevas de la Peña (Maó, 26 de febrer de 1893 - ¿?) va ser un militar i policia menorquí 

## Biografia
Nascut a Maó, va ingressar en l'Exèrcit i va aconseguir el rang de capital. Posteriorment va passar al Cos d'Assalt. El juliol del 1936 es trobava al capdavant d'una de les companyies de la Guàrdia d'Assalt de Madrid. Després de l'esclat de la Guerra civil, es va mantenir fidel a la República. Va arribar a manar una columna en el sector de Navacerrada.
En 1937 va ser nomenat comandant de la 8a Divisió, situada en el Front del Centre, prop de Madrid. Posteriorment va estar al capdavant de la Guàrdia d'Assalt a Barcelona, lloc des del qual va ser responsable del desarmament i la dissolució de les Patrulles de Control anarquistes. El gener de 1938 va ser nomenat cap de la Primera zona del Cos de Seguretat. Uns mesos després, el 16 d'abril fou nomenat cap de la Direcció General de Seguretat. Alguns autors assenyale que aleshores Cuevas de la Peña era membre del PCE. Acabaria aconseguint el rang de coronel. Després del final de la contesa va marxar a l'exili.

## Obres
- —— (1940). Recuerdos de la Guerra de España, Montauban: Forestié.